# Teenage manga mutanti
Teenage manga mutanti è l'edizione italiana, pubblicata dalla Stratelibri del gioco di ruolo umoristico Teenagers From Outer Space pubblicato dalla R.Talsorian Games nel 1987.
Pur evitando ogni riferimento diretto il gioco è evidentemente ispirato al manga e anime Lamù (e più in generale ad anime simili); tuttavia, non è corretto definirlo "gioco manga", se non nel senso dell'idea di manga che possono avere gli americani.
Il gioco è incentrato su un universo nel quale solo la Terra ha sviluppato una cultura dei giovani. Come conseguenza di questo fatto la Terra è diventata un protagonista della scena universale, ma è diventata anche un'attrazione per i teenager alieni. Nel gioco il personaggio è uno dei molti umani (e non umani) teenager che frequentano una scuola superiore, cercando di vivere una vita "normale" sopravvivendo al tipo di pazzia che si trova in Lamù. Appuntamenti romantici, rivalità, gare interstellari di dragster, invasioni galattiche o inter-dimensionali e altre follie degli anime sono il materiale principale del gioco.
Nel marzo 1996 Teenage manga mutanti ha vinto il Best of Show come Miglior Gioco Tradotto a Lucca Games.